# Vesiloo
Vesiloo est une île d'Estonie en mer Baltique.

## Géographie
Elle appartient à la commune de Kihelkonna et fait partie du parc national de Vilsandi. 